# داوسن (آیووا)
داوسن (به انگلیسی: Dawson) شهری در ایالت آیووا کشور ایالات متحده آمریکا است که جمعیت آن در سرشماری سال ۲۰۱۰ میلادی، ۱۳۱ نفر بوده‌است.